# Hahncappsia mellinialis
Hahncappsia mellinialis là một loài bướm đêm trong họ Crambidae.